# بارانامتارا
بارانامتارا وهي ملكة لكش في القرن 24 ق م.
في سنة 2384 ق م تزوجت بارانمتارا من لوغال أندا ملك لكش، لتقوية لكش التي هي واحدة من أقدم المدن في بلاد سومر، حيث أصبحت لكش أكبر مدينة في العالم في ذلك الوقت، وترأست بارانامتارا المعبد في ذلك الوقت ومختلف الأعمال، بارانمتارا عكست لنفسها صورة خصوصية برأستها لمعبد الإلهة غولا، وكانت تشتري وتبيع العبيد مع المناطق المجاورة للكش، وهي أقدم سيدة أعمال عرفت في التاريخ.
أشارت الوثائق لها بأنها كانت سيدة أعمال حيث استغلت دورها كزوجة ملك في التجارة وعقد الصفقات المالية وازدهار مدينتها، بارانامتارا كانت تبيع الملابس الصوفية والفضة مع تلمون وتستورد النحاس ومعادن أخرى من تلك المدينة تلمون هي مدينة كانت تقع بالقرب من اوما , حيث كان يتم إرسال التجار بين هاتين المدينتين، وكانت تأخذ البرونز لكي تتبرع له للالهة نانشي، بارانامتارا أيضا كانت تشتري الحليب من عيلام، وأشارت عدة وثائق أخرى بعلاقاتها التجارية مع المناطق الآخرى.
لكن خلال فترة حكم شهدت عدم إستقرار سياسي، لذلك أطيح بحكمها من قبل ثورة أوروكاجينا في سنة 2378 ق م.